# Ubojnia Rytel
Ubojnia Zwierząt Robert Rytel — підприємство, яке спеціалізується на забої тварин і переробці м'яса. Воно розташоване в гміні Ломжа, неподалік від однойменного міста в Підляському воєводстві, Польща. Підприємство займає важливе місце в місцевій економіці, забезпечуючи робочі місця та високоякісну продукцію для регіону.

## Загальні відомості
- Назва: Ubojnia Zwierząt Robert Rytel
- Тип підприємства: М'ясопереробне виробництво
- Засновник: Роберт Ритель (Robert Rytel)
- Місцезнаходження: Ломжа, гміна Ломжа, Ломжинський повіт, Підляське воєводство, Польща
- Основні види діяльності: Забій тварин, переробка м'яса, виробництво м'ясних продуктів

## Історія
Підприємство було засноване Робертом Рителем, і з часом стало одним із провідних у м'ясопереробній галузі регіону Ломжа. Завдяки ефективній організації виробничого процесу, підприємство розширилося і стало надавати послуги не лише для місцевих фермерів, але й працювати на ширший ринок.

## Діяльність
Основним видом діяльності Ubojnia Zwierząt Robert Rytel є забій тварин і переробка м'яса. Підприємство спеціалізується на великій рогатій худобі та свинях, забезпечуючи високоякісну сировину для м'ясної промисловості. Продукція підприємства включає:
- Свіже м'ясо (яловичина, свинина)
- М'ясні напівфабрикати
- Ковбасні вироби
- Продукція для великих м'ясопереробних компаній

Виробничі потужності та власний логістичний автопарк дозволяють підприємству забезпечувати стабільні поставки на регіональний ринок та на експорт.

## Технології та обладнання
Ubojnia Zwierząt Robert Rytel використовує сучасне обладнання для забою і переробки м'яса. Підприємство дотримується суворих стандартів безпеки харчових продуктів, впроваджує технології контролю якості на всіх етапах виробництва, від забою до пакування кінцевого продукту.
Також значна увага приділяється екологічній складовій процесу, зокрема утилізації відходів виробництва відповідно до екологічних норм Польщі та Європейського Союзу.

## Стандарти якості
Підприємство сертифіковане відповідно до стандартів HACCP (Hazard Analysis and Critical Control Points), що забезпечує високий рівень гігієни та безпеки продукції. Дотримання стандартів якості гарантує відповідність вимогам національних і міжнародних ринків.

## Ринок збуту
Продукція Ubojnia Zwierząt Robert Rytel продається як на місцевому, так і на національному рівнях. Основними покупцями є м'ясні магазини, супермаркети та переробні підприємства. Крім того, компанія працює на експорт, постачаючи м'ясо в інші країни Європейського Союзу.

## Соціальна відповідальність
Ubojnia Zwierząt Robert Rytel активно підтримує місцеву громаду, забезпечуючи робочі місця для жителів регіону, а також охоче приймає через різні агентства на роботу і іноземців (найчастіше з України та Молдови), забезпечуючи для іногородніх проживання та часткове харчування.
Компанія бере участь у соціальних проєктах, зокрема у підтримці місцевих благодійних ініціатив і розвитку інфраструктури.

## Контакти
- Адреса: Ломжа, гміна Ломжа, Ломжинський повіт, Підляське воєводство, Польща
- Власник: Роберт Ритель
- Сфера діяльності: Забій тварин, переробка м'яса
- Сайт: https://www.ubojniarytel.pl/
- Сторінка у Фейсбук: https://www.facebook.com/ubojniarytel/
- Сторінка у Інстаграм: https://www.instagram.com/ubojnia_rytel/+
- Сторінка з контактними даними та телефонами на сайті компанії[2]: https://www.ubojniarytel.pl/index.php/kontakt2